# Tito Flavio Petrone
Tito Flavio Petrone (Titus Flavius Petro in latino) (Traspadana, ... – ...; fl. I secolo a.C.) è stato un funzionario romano.
Era figlio di un locatore di braccianti (manceps operarum) proveniente dalla Gallia Cisalpina (Transpadana) che erano soliti emigrare ogni anno dall'Umbria alla Sabina per coltivare i campi.
Petrone nacque nel I secolo a.C. e si trasferì a Reate (l'odierna Rieti), in Sabina, dopo essersi sposato in questa città. Combatté per Gneo Pompeo Magno durante la guerra civile contro Cesare come centurione ma, fuggito dopo la battaglia di Farsalo, venne perdonato, ottenne il congedo e si mise a recuperare i crediti per vendite all'asta (argentarius).
Sposò una donna di nome Tertulla, da cui ebbe un figlio di nome Tito Flavio Sabino, futuro padre dell'imperatore romano Vespasiano.